# Vigil – Tod auf hoher See
Vigil (Originaltitel: Vigil) ist eine britische Thriller-Fernsehserie, deren 6-teilige erste Staffel unter dem Titel Vigil – Tod auf hoher See 2021 erschien, 2023 folgte eine zweite Staffel unter dem Titel Vigil – Tödliche Drohnen.

## Handlung
Staffel 1
In der schottischen Hochsee wird ein Trawler plötzlich in die Tiefe gerissen, wobei die Fischer an Bord sterben. Das britische Atom-U-Boot HMS Vigil ist währenddessen im Rahmen seiner Mission zur nuklearen Abschreckung auf Tauchfahrt unterhalb der Untergangsstelle und nimmt die Geräusche des sinkenden Schiffes wahr. Vigil-Besatzungsmitglied Craig Burke, der am Sonar arbeitet, widerspricht der Entscheidung seines Kapitäns Neil Newsome, mit der Vigil weder aufzutauchen noch Hilfe zu leisten, lautstark. Etwas später stirbt Burke, augenscheinlich an einer Überdosis Heroin. Die Ermittlungen in diesem Todesfall bekommt Kommissarin Amy Silva übertragen. Da das U-Boot mit seinen ballistischen Interkontinentalraketen auf Patrouille bleiben muss, kann es zurzeit keinen Hafen anlaufen, sodass Silva für die Ermittlungen auf hoher See selbst an Bord kommt.
Bald findet Silva heraus, dass Burke wahrscheinlich ermordet wurde. Diese Erkenntnis unter der Besatzung kundzutun, wird ihr von Newsome jedoch verboten, um den Mannschaftsfrieden nicht zu gefährden. An Land werden Silvas Ermittlungen durch die Polizistin Kirsten Longacre unterstützt, mit der sie in einer lesbischen Beziehung lebt. Longacre findet in Burkes Unterkunft einen USB-Stick mit einem Video, welches nahelegt, dass er, ähnlich einem Whistleblower, anscheinend skandalöse Zustände enthüllen wollte. Darüber wusste auch seine Freundin Jade Antoniak Bescheid, die in einem Camp mit Aktivisten gegen die Zustände in der Royal Navy kämpft. Auf dem Weg zu einem Treffen unter vier Augen mit Longacre wird Antoniak ermordet, zudem ertappt Longacre nachts in ihrer Wohnung einen Einbrecher, der wahrscheinlich nach dem USB-Stick gesucht hat, aber fliehen kann.
Auf der Vigil ereignet sich ein Reaktor-Störfall, sodass der Reaktor notabgeschaltet werden muss. Wenig später lässt Newsome ihn wieder hochfahren. Als Ursache für den Störfall wird bald Sabotage ausgemacht. Während Silvas Ermittlungen im Mordfall Burke geraten zahlreiche Crew-Mitglieder unter Verdacht, so auch der Erste Offizier Mark Prentice. Dieser hatte mit Burke einen Streit, bei dem er ihn geschlagen und zur Vertuschung seiner Einwirkung etwas Heroin unter die Nase gerieben hat, sodass als Ursache zunächst eine Überdosis in Betracht kam. Als wahre Ursache für Burkes Tod erkennt Silva aber bald eine Vergiftung. Unterdessen wird in der Navy-Zentrale an Land klar, dass der Trawler durch ein US-amerikanisches U-Boot versenkt wurde, welches gerade die Vigil verfolgt hatte.
In den Mordermittlungen von Silva und Longacre kristallisieren sich Ereignisse als bedeutsam heraus, die sich vor Monaten in einem Hafen in Port Havers in Florida zutrugen, als die Vigil dort zur Durchsicht war. Dabei waren große Teile der Crew auf Landgang, wobei Crew-Mitglieder auch Drogen einnahmen. Burke wurde für sein Wissen um Drogentests kritisiert, welche wohl gefälscht waren. Zudem kam es in der Vigil zu einer Beinahe-Kernschmelze, durch die zwei Mitarbeiter der U-Boot-Versorgungsfirma Davies tödlich verstrahlt wurden.
Longacre ermittelt als Antoniaks Mörder und Einbrecher in ihre Wohnung einen russischen Agenten, der unter englischem Namen lebt. Da er diplomatische Immunität genießt, wird er von der Polizei umgehend wieder freigelassen. Kommunikationsdaten des Mannes weisen darauf hin, dass es einen weiteren russischen Agenten gibt, der als Saboteur auf der Vigil sein könnte. Die britische Verteidigungsministerin ist aber gegen Longacres Wunsch, die Vigil von ihrer Mission zurückzubeordern, weil das genau das Ziel der Agenten sein könnte. Da ein Kommunikationskabel der Vigil beschädigt wird, ist keine Kommunikation zwischen U-Boot und Navy-Zentrale mehr möglich. Die Situation spitzt sich weiter zu, als an Bord ein Nervengas freigesetzt wird. Es kann gerade noch verhindert werden, dass das komplette Boot verseucht wird. Dafür ist jedoch der Bereich mit den Raketensilos, in dem sich auch die Anlage für die Kommunikation befindet, kontaminiert.
Die Offiziere an Bord beschließen, das Nervengift durch Bleichmittel zu neutralisieren. Vorher betreten Silva und Glover den kontaminierten Bereich in Tauchanzügen, um die Schutzanzüge herauszuholen und die Köchin zu untersuchen, die tot neben dem Behälter mit dem Nervengas liegt. Bei der Köchin findet Silva einen Zettel von einem Bordmitglied, womit klar wird, wer Burke getötet hat und wer der Verräter an Bord ist. Der Verräter hat den Auftrag, die Vigil zum Auftauchen zu zwingen, so dass ihre Position bekannt wird.
Longacre findet heraus, dass der russische Agent mit Oakley aus dem Peace Camp in Kontakt war, der ihm von einem Foto erzählt hatte, das Antoniak von einem Treffen zwischen dem Agenten und einem Navy-Soldaten gemacht hatte. Oakley vermittelte ein Treffen zwischen Antoniak und dem Agenten, bei dem er sie ermordete. Oakley wird festgenommen und als Longacre das Foto sieht, weiß sie auch wer der Verräter an Bord der Vigil ist und benachrichtigt die Navy-Zentrale.
Mehrere russische "Forschungsschiffe" nähern sich der Vigil, um bereitzustehen, wenn das U-Boot evakuiert werden muss. Damit will Russland die atomare Abschreckung unglaubwürdig erscheinen lassen und die britische Navy diskreditieren. Derweil hat sich Glover einen Riss im Tauchanzug zugezogen und erleidet eine schwere Vergiftung. Silva kann ihn noch retten, gerät danach aber selbst in Lebensgefahr, als sie beim Entsorgen des Nervengifts von dem Verräter niedergeschlagen und in ein Torpedorohr gesperrt wird. Nur durch Zufall ertrinkt sie nicht darin, bleibt aber weiterhin eingesperrt. Die Dekontamination schreitet fort, so dass der Verräter ein Außenbordventil öffnet und blockiert. Da nun mehr Wasser in das U-Boot hineinläuft, als herausgepumpt werden kann, beginnt es zu sinken. Zeitgleich konnte sich Silva durch Morsezeichen bemerkbar machen und wird durch Prentice und Walsh befreit. Walsh beginnt die Kommunikationsanlage zu reparieren, während Prentice und Silva auf dem Weg zur Brücke auf den Verräter treffen. Dieser tötet Prentice und nimmt Silva als Geisel. Das Außenbordventil kann geschlossen und die Kommunikationsanlage repariert werden, so dass der Kapitän den Namen des Verräters von der Navy-Zentrale erfährt. Der taucht kurz danach mit dem Messer am Hals von Silva auf und gibt den Befehl zum Auftauchen. Durch ein überraschendes Manöver des Kapitäns kann der Verräter überwältigt werden.
Die russischen "Forschungsschiffe" werden durch ein amerikanisches U-Boot vertrieben, das zuvor der Vigil gefolgt war und für das Sinken des Trawlers verantwortlich war. Silva, Glover und der Verräter werden mit einem Hubschrauber vom U-Boot abgeholt.
In traumähnlichen Rückblenden, die in der Handlung verstreut gezeigt werden, wird aus der Vergangenheit von Silva und Longacre erzählt. So hatte Silva einst mit ihrem Freund und der gemeinsamen Tochter einen Verkehrsunfall. Bei diesem stürzte ihr Auto in ein Gewässer, aus dem sie nur ihre Tochter retten konnte, nicht aber deren Vater. In der Folge verlor sie das Sorgerecht für das Kind an die Eltern des Mannes. Bei der Arbeit lernte sie Longacre kennen, der sie als Mentorin für eine angestrebte Beförderung diente und mit der sie nach einigem Zögern eine Liebesbeziehung einging, die aber schon vor diesem Einsatz wieder zerbrach.
Nach dem Einsatz finden Silva und Longacre wieder zusammen und wollen gemeinsam das Sorgerecht für Silvas Tochter beantragen.
Staffel 2
In dieser Staffel ermitteln DCI Amy Silva und ihre Partnerin DI Kirsten Longacre in einem neuen Fall: Auf einem schottischen Luftwaffenstützpunkt wird ein Drohnenwaffensystem vor potenziellten Käufern aus dem autoritär regierten Wüstenstaat Wudyan vorgeführt. Dabei kommt es zu einem tödlichen Zwischenfall, bei dem sieben Menschen ums Leben kommen. Die Ermittlungen führen das Duo in die komplexe Welt moderner Waffentechnologie und internationaler Politik. Dabei stoßen sie auf Hinweise, die bis in den Nahen Osten reichen und Verbindungen zu einer vermeintlichen wudyanischen Terrororganisation namens Jabhat Al'huriya aufdecken. Im Verlauf der sechs Episoden decken Silva und Longacre ein Netz aus Intrigen, Verrat und politischen Machenschaften auf, das weitreichende Konsequenzen für die nationale Sicherheit hat.
Die zweite Staffel beleuchtet aktuelle Themen wie den Einsatz von Drohnentechnologie und die damit verbundenen ethischen Fragen. Die Serie bleibt ihrem spannungsgeladenen Erzählstil treu und bietet erneut tiefgründige Charakterentwicklungen und überraschende Wendungen.

## Entstehung

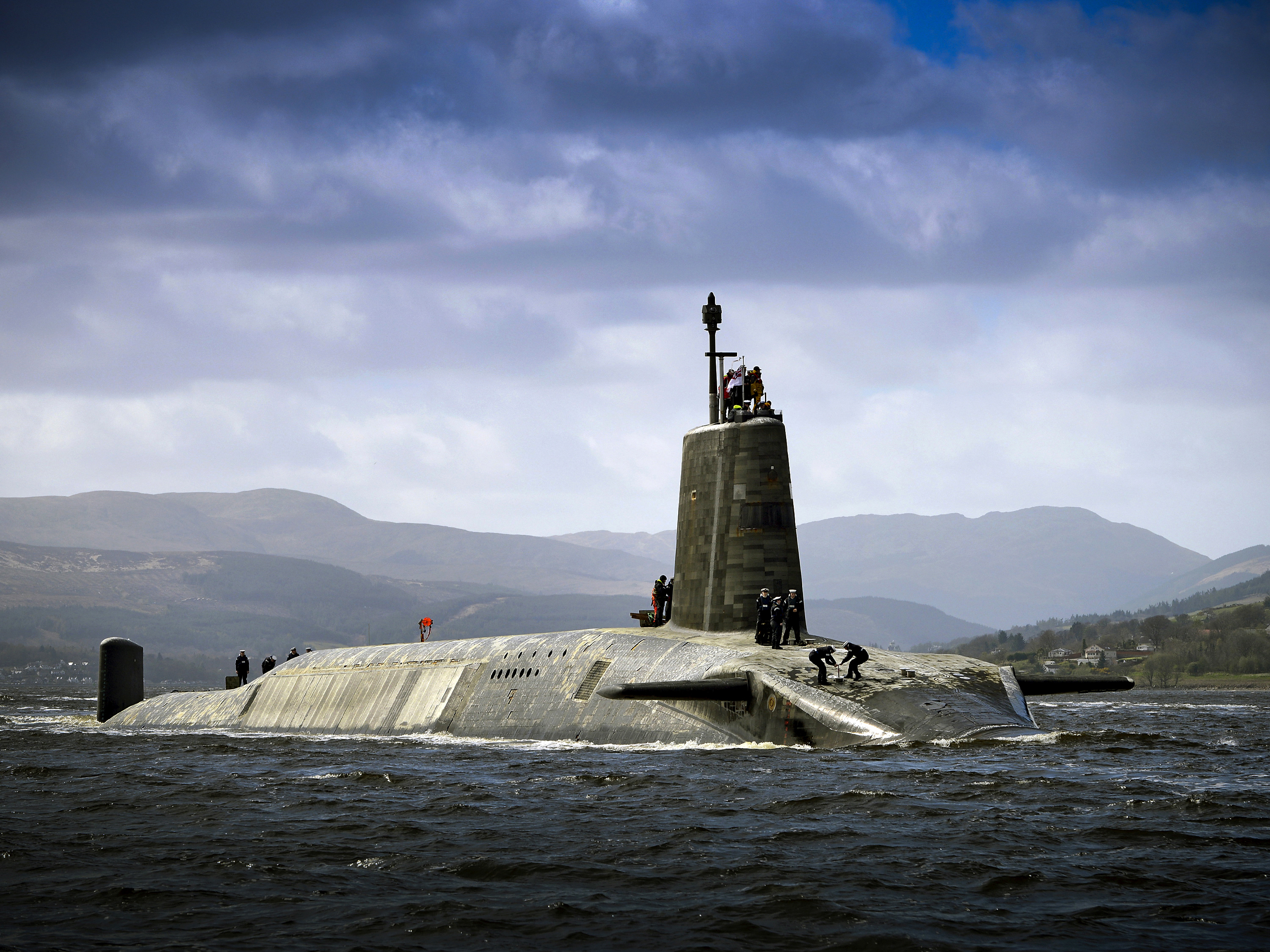
HMS Vigilant der Vanguard-Klasse

Die fiktive HMS Vigil wurde von der realen U-Boot-Flotte der Vanguard-Klasse inspiriert. Diese gehören zum Trident-Programm, der nuklearen Abwehr von Gefährdungen der britischen Sicherheit.

## Besetzung
Die deutschsprachige Synchronisation entstand bei der Iyuno-SDI Group Germany GmbH in Berlin unter der Dialogregie von Hilke Flickenschildt.
| Darsteller         | Rollenname       | Rollendienstgrad          | Rolle                                | Synchronsprecher     |
| ------------------ | ---------------- | ------------------------- | ------------------------------------ | -------------------- |
| Suranne Jones      | Amy Silva        | Detective Chief Inspector | Polizeikommissarin                   | Katharina Spiering   |
| Rose Leslie        | Kirsten Longacre | Detective Sergeant        | Polizeikommissarin                   | Susanne Geier        |
| Shaun Evans        | Elliot Glover    | Warrant Officer           | Steuermann der Vigil                 | Armin Schlagwein     |
| Martin Compston    | Craig Burke      | Chief Petty Officer       | Sonarbediener der Vigil              | Tim Sander           |
| Paterson Joseph    | Neil Newsome     | Commander                 | Kapitän der Vigil                    | Matthias Deutelmoser |
| Adam James         | Mark Prentice    | Lieutenant Commander      | Erster Offizier der Vigil            | Jaron Löwenberg      |
| Gary Lewis         | Colin Robertson  | Detective Superintendent  | Polizeichef                          | Axel Lutter          |
| Lauren Lyle        | Jade Antoniak    |                           | Aktivistin, Freundin von Craig Burke | Lea Kalbhenn         |
| Therese Bradley    | Laura Michaels   |                           | MI5-Agentin                          | Isabelle Schmidt     |
| Parth Thakerar     | Jay Kohli        |                           | MI5-Agent                            | Leonhard Mahlich     |
| Lolita Chakrabarti | Erin Branning    | Lieutenant Commander      | Adjutantin U-Boot Basis              | Silvia Mißbach       |
| Dan Li             | Hennessy         | Lieutenant Commander      | Waffensystemoffizier der Vigil       | Nico Birnbaum        |
| Lorne MacFadyen    | Matthew Doward   | Chief Petty Officer       |                                      | Florian Clyde        |
| Connor Swindells   | Simon Hadlow     | Lieutenant                | Technischer Offizier der Vigil       | Roman Wolko          |
| Lois Chimimba      | Tara Kierly      | Chief Petty Officer       | Sonarbediener der Vigil              | Alice Bauer          |
| Daniel Portman     | Gary Walsh       | Chief Petty Officer       | Techniker der Vigil                  | –                    |
| Anjli Mohindra     | Tiffany Docherty | Lieutenant                | Bordärztin der Vigil                 | Franziska Endres     |
| Anita Vettesse     | Jackie Hamilton  | Petty Officer             | Köchin der Vigil                     | –                    |
| Stephen Dillane    | Shaw             | Rear Admiral              | Oberbefehlshaber U-Boot-Flotte       | Frank Röth           |
| Reuben Joseph      | Porter           | Detective Sergeant        | Polizeikommissar                     | Tobias Schmidt       |

## Musik
Die Titelmusik Fuel to Fire von der Dänin Agnes Obel stammt von ihrem Album Aventine aus dem Jahr 2013. Weiter wurde Musik von Afterhere (Berenice Scott und Glenn Gregory) verwendet. In Episode 4 kommt das Lied Anchor des walisischen Musikers Novo Amor vor, das 2015 als Single erschien.

## Kritiken
„Unabhängig davon, ob die Serie politisch motiviert ist, […] soll noch unbedingt erwähnt sein, dass Vigil eine in jeder Hinsicht ganz hervorragende Thrillerserie ist. […] Zu wissen, dass die Verbrechen in der Serie so ähnlich wirklich passiert sind, macht Vigil noch einmal spannender und gibt dem Ganzen einen fast dokumentarischen Zug.“

„Tatsächlich sank 1990 ein Fischtrawler auf ähnliche Weise, tatsächlich wurden Affären und Drogenmissbrauch im Umfeld der U-Boot-Einsätze aufgedeckt. „Vigil“ ist aber trotz dieses durchaus wichtigen Realitätsbezugs keine Dokumentation und auch kein Dokudrama. Stattdessen ein hochspannender, hervorragend erzählter und dargestellter Thriller, bei dem bis zur letzten Minute dranzubleiben sich lohnt.“